# Bilan saison par saison des Wizards de Washington

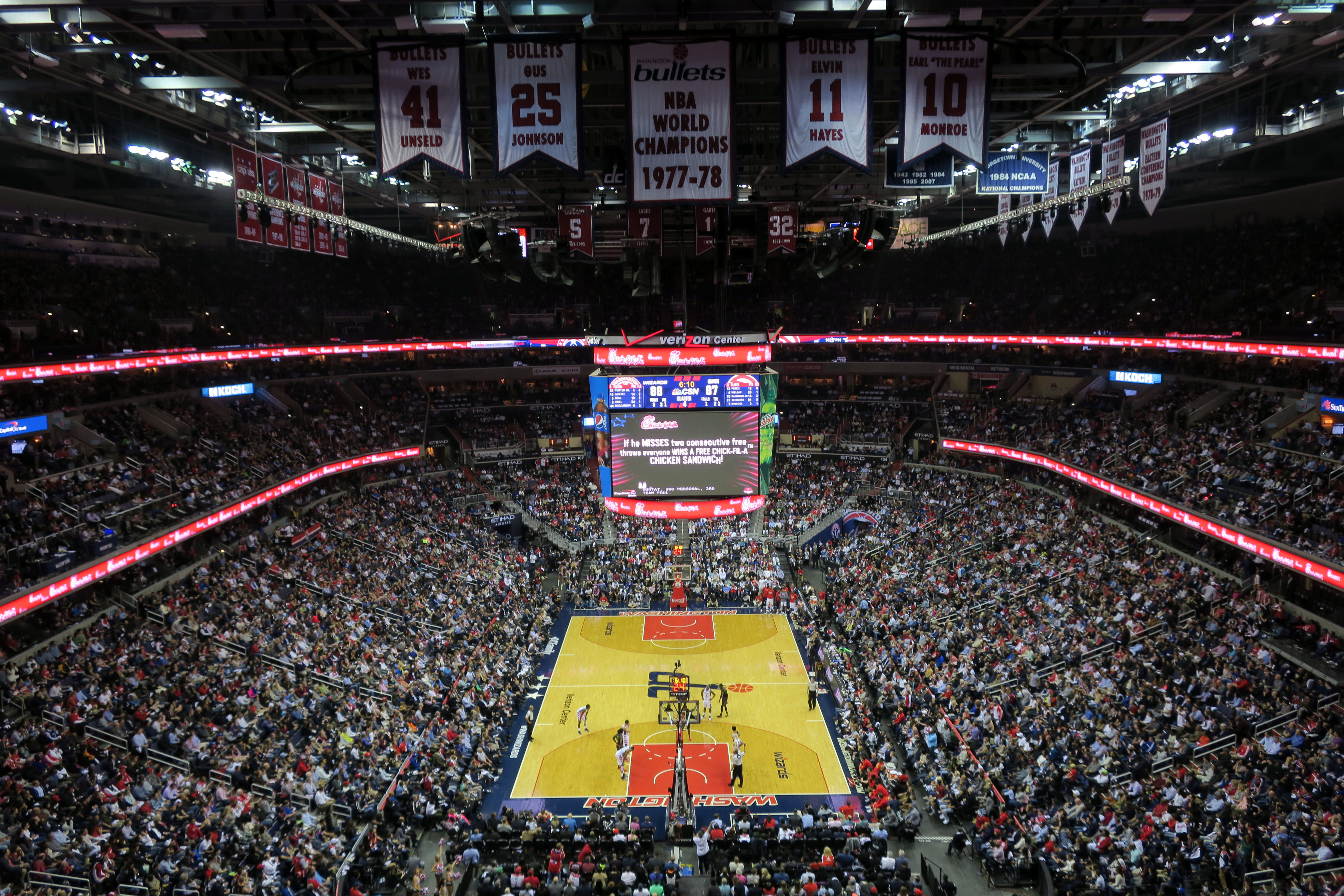
Le Capital One Arena est l'arène des Wizards.

Le tableau suivant est un bilan saison par saison des Wizards de Washington avec les performances réalisées par la franchise depuis sa création en 1961.
| Saison             | Équipe           | Conférence       | Conférence       | Division         | Division         | Saison régulière | Saison régulière | Saison régulière | Playoffs | Entraîneur principal                   | Réf.        |
| Saison             | Équipe           | Conférence       | Conférence       | Division         | Division         | V                | D                | PCT              | Playoffs | Entraîneur principal                   | Réf.        |
| ------------------ | ---------------- | ---------------- | ---------------- | ---------------- | ---------------- | ---------------- | ---------------- | ---------------- | --- | -------------------------------------- | ----------- |
| Chicago Packers    |                  |                  |                  |                  |                  |                  |                  |                  | |                                        |             |
| 1961-62            | 1961-62          | -                | -                | Ouest            | 5e               | 18               | 62               | 22,5%            | - | Jim Pollard                            | [ 1 ]       |
| Chicago Zephyrs    |                  |                  |                  |                  |                  |                  |                  |                  | |                                        |             |
| 1962-63            | 1962-63          | -                | -                | Ouest            | 5e               | 25               | 55               | 31,3%            | - | Jack McMahon Bob Leonard               | [ 2 ]       |
| Baltimore Bullets  |                  |                  |                  |                  |                  |                  |                  |                  | |                                        |             |
| 1963-64            | 1963-64          | -                | -                | Ouest            | 4e               | 31               | 49               | 36,8%            | - | Bob Leonard                            | [ 3 ]       |
| 1964-65            | 1964-65          | -                | -                | Ouest            | 3e               | 37               | 43               | 46,3%            | Victoire en demi-finale de division (Saint-Louis, 3-1) Défaite en finale de division (L.A. Lakers, 4-2)                                                                                     | Buddy Jeannette                        | [ 4 ]       |
| 1965-66            | 1965-66          | -                | -                | Ouest            | 2e               | 38               | 42               | 47,5%            | Défaite en demi-finale de division (Saint-Louis, 0-3) | Paul Seymour                           | [ 5 ]       |
| 1966-67            | 1966-67          | -                | -                | Est              | 5e               | 20               | 61               | 24,7%            | - | Mike Farmer Buddy Jeannette Gene Shue  | [ 6 ]       |
| 1967-68            | 1967-68          | -                | -                | Est              | 6e               | 36               | 46               | 43,9%            | - | Gene Shue                              | [ 7 ]       |
| 1968-69            | 1968-69          | -                | -                | Est              | 1er              | 57               | 25               | 69,5%            | Défaite en demi-finale de division (New York, 0-4) | Gene Shue                              | [ 8 ]       |
| 1969-70            | 1969-70          | -                | -                | Est              | 3e               | 50               | 32               | 61,0%            | Défaite en demi-finale de division (New York, 3-4) | Gene Shue                              | [ 9 ]       |
| 1970-71            | 1970-71          | Est              | 2e               | Centrale         | 1er              | 42               | 40               | 51,2%            | Victoire en demi-finale de conférence (Philadelphie, 4-3) Victoire en finale de conférence (New York, 4-3) Défaite en finale de NBA (Milwaukee, 0-4)                                        | Gene Shue                              | [ 10 ]      |
| 1971-72            | 1971-72          | Est              | 2e               | Centrale         | 1er              | 38               | 44               | 46,3%            | Défaite en demi-finale de conférence (New York, 2-4) | Gene Shue                              | [ 11 ]      |
| 1972-73            | 1972-73          | Est              | 2e               | Centrale         | 1er              | 52               | 30               | 63,4%            | Défaite en demi-finale de conférence (New York, 1-4) | Gene Shue                              | [ 12 ]      |
| Capital Bullets    |                  |                  |                  |                  |                  |                  |                  |                  | |                                        |             |
| 1973-74            | 1973-74          | Est              | 2e               | Centrale         | 1er              | 47               | 35               | 57,3%            | Défaite en demi-finale de conférence (New York, 3-4) | K. C. Jones                            | [ 13 ]      |
| Washington Bullets |                  |                  |                  |                  |                  |                  |                  |                  | |                                        |             |
| 1974-75            | 1974-75          | Est              | 2e               | Centrale         | 1er              | 60               | 22               | 73,2%            | Victoire en demi-finale de conférence (Buffalo, 4-3) Victoire en finale de conférence (Boston, 4-2) Défaite en finale de NBA (Golden State, 0-4)                                            | K. C. Jones                            | [ 14 ]      |
| 1975-76            | 1975-76          | Est              | 3e               | Centrale         | 2e               | 48               | 34               | 58,5%            | Défaite en demi-finale de conférence (Cleveland, 3-4) | K. C. Jones                            | [ 15 ]      |
| 1976-77            | 1976-77          | Est              | 3e               | Centrale         | 2e               | 48               | 34               | 58,5%            | Victoire au premier tour (Cleveland, 2-1) Défaite en demi-finale de conférence (Houston, 2-4)                                                                                               | Dick Motta                             | [ 16 ]      |
| 1977-78            | 1977-78          | Est              | 3e               | Centrale         | 2e               | 44               | 38               | 53,7%            | Victoire au premier tour (Atlanta, 2-0) Victoire en demi-finale de conférence (San Antonio, 4-2) Victoire en finale de conférence (Philadelphie, 4-2) Victoire en finale NBA (Seattle, 4-3) | Dick Motta                             | [ 17 ]      |
| 1978-79            | 1978-79          | Est              | 1er              | Atlantique       | 1er              | 54               | 28               | 65,9%            | Victoire en demi-finale de conférence (Atlanta, 4-3) Victoire en finale de conférence (San Antonio, 4-3) Défaite en finale de NBA (Seattle, 1-4)                                            | Dick Motta                             | [ 18 ]      |
| 1979-80            | 1979-80          | Est              | 6e               | Atlantique       | 3e               | 39               | 43               | 47,6%            | Défaite au premier tour (Philadelphie, 0-2) | Dick Motta                             | [ 19 ]      |
| 1980-81            | 1980-81          | Est              | 7e               | Atlantique       | 4e               | 39               | 43               | 47,6%            | - | Gene Shue                              | [ 20 ]      |
| 1981-82            | 1981-82          | Est              | 5e               | Atlantique       | 4e               | 43               | 39               | 52,4%            | Victoire au premier tour (New Jersey, 2-0) Défaite en demi-finale de conférence (Boston, 1-4)                                                                                               | Gene Shue                              | [ 21 ]      |
| 1982-83            | 1982-83          | Est              | 7e               | Atlantique       | 5e               | 42               | 40               | 51,2%            | - | Gene Shue                              | [ 22 ]      |
| 1983-84            | 1983-84          | Est              | 8e               | Atlantique       | 5e               | 35               | 47               | 42,7%            | Défaite au premier tour (Boston, 1-3) | Gene Shue                              | [ 23 ]      |
| 1984-85            | 1984-85          | Est              | 6e               | Atlantique       | 4e               | 40               | 42               | 48,8%            | Défaite au premier tour (Philadelphie, 1-3) | Gene Shue                              | [ 24 ]      |
| 1985-86            | 1985-86          | Est              | 6e               | Atlantique       | 4e               | 39               | 43               | 47,6%            | Défaite au premier tour (Philadelphie, 2-3) | Gene Shue Kevin Loughery               | [ 25 ]      |
| 1986-87            | 1986-87          | Est              | 6e               | Atlantique       | 3e               | 42               | 40               | 51,2%            | Défaite au premier tour (Détroit, 0-3) | Kevin Loughery                         | [ 26 ]      |
| 1987-88            | 1987-88          | Est              | 7e               | Atlantique       | 2e               | 38               | 44               | 46,3%            | Défaite au premier tour (Détroit, 2-3) | Kevin Loughery Wes Unseld              | [ 27 ]      |
| 1988-89            | 1988-89          | Est              | 9e               | Atlantique       | 4e               | 40               | 42               | 48,8%            | - | Wes Unseld                             | [ 28 ]      |
| 1989-90            | 1989-90          | Est              | 10e              | Atlantique       | 4e               | 31               | 51               | 37,8%            | - | Wes Unseld                             | [ 29 ]      |
| 1990-91            | 1990-91          | Est              | 10e              | Atlantique       | 4e               | 30               | 52               | 36,6%            | - | Wes Unseld                             | [ 30 ]      |
| 1991-92            | 1991-92          | Est              | 13e              | Atlantique       | 6e               | 25               | 57               | 30,5%            | - | Wes Unseld                             | [ 31 ]      |
| 1992-93            | 1992-93          | Est              | 14e              | Atlantique       | 7e               | 22               | 60               | 26,8%            | - | Wes Unseld                             | [ 32 ]      |
| 1993-94            | 1993-94          | Est              | 12e              | Atlantique       | 7e               | 24               | 58               | 29,3%            | - | Wes Unseld                             | [ 33 ]      |
| 1994-95            | 1994-95          | Est              | 14e              | Atlantique       | 7e               | 21               | 61               | 25,6%            | - | Jim Lynam                              | [ 34 ]      |
| 1995-96            | 1995-96          | Est              | 10e              | Atlantique       | 4e               | 39               | 43               | 47,6%            | - | Jim Lynam                              | [ 35 ]      |
| 1996-97            | 1996-97          | Est              | 8e               | Atlantique       | 4e               | 44               | 38               | 53,7%            | Défaite au premier tour (Chicago, 0-3) | Jim Lynam Bob Staak Bernie Bickerstaff | [ 36 ]      |
| Washington Wizards |                  |                  |                  |                  |                  |                  |                  |                  | |                                        |             |
| 1997-98            | 1997-98          | Est              | 9e               | Atlantique       | 4e               | 42               | 40               | 51,2%            | - | Bernie Bickerstaff                     | [ 37 ]      |
| 1998-99            | 1998-99          | Est              | 13e              | Atlantique       | 6e               | 18               | 32               | 36,0%            | - | Bernie Bickerstaff Jim Brovelli        | [ 38 ]      |
| 1999-00            | 1999-00          | Est              | 13e              | Atlantique       | 7e               | 29               | 53               | 35,4%            | - | Gar Heard Darrell Walker               | [ 39 ]      |
| 2000-01            | 2000-01          | Est              | 14e              | Atlantique       | 7e               | 19               | 63               | 23,2%            | - | Leonard Hamilton                       | [ 40 ]      |
| 2001-02            | 2001-02          | Est              | 10e              | Atlantique       | 5e               | 37               | 45               | 45,1%            | - | Doug Collins                           | [ 41 ]      |
| 2002-03            | 2002-03          | Est              | 10e              | Atlantique       | 6e               | 37               | 45               | 45,1%            | - | Doug Collins                           | [ 42 ]      |
| 2003-04            | 2003-04          | Est              | 13e              | Atlantique       | 6e               | 25               | 57               | 30,5%            | - | Eddie Jordan                           | [ 43 ]      |
| 2004-05            | 2004-05          | Est              | 5e               | Sud-Est          | 2e               | 45               | 37               | 54,9%            | Victoire au premier tour (Chicago, 4-2) Défaite en demi-finale de conférence (Miami, 0-4)                                                                                                   | Eddie Jordan                           | [ 44 ]      |
| 2005-06            | 2005-06          | Est              | 5e               | Sud-Est          | 2e               | 42               | 40               | 51,2%            | Défaite au premier tour (Cleveland, 2-4) | Eddie Jordan                           | [ 45 ]      |
| 2006-07            | 2006-07          | Est              | 7e               | Sud-Est          | 2e               | 41               | 41               | 50,0%            | Défaite au premier tour (Cleveland, 0-4) | Eddie Jordan                           | [ 46 ]      |
| 2007-08            | 2007-08          | Est              | 5e               | Sud-Est          | 2e               | 43               | 39               | 52,4%            | Défaite au premier tour (Cleveland, 2-4) | Eddie Jordan                           | [ 47 ]      |
| 2008-09            | 2008-09          | Est              | 15e              | Sud-Est          | 5e               | 19               | 63               | 23,2%            | - | Eddie Jordan Ed Tapscott               | [ 48 ]      |
| 2009-10            | 2009-10          | Est              | 14e              | Sud-Est          | 5e               | 26               | 56               | 31,7%            | - | Flip Saunders                          | [ 49 ]      |
| 2010-11            | 2010-11          | Est              | 13e              | Sud-Est          | 5e               | 23               | 59               | 28,0%            | - | Flip Saunders                          | [ 50 ]      |
| 2011-12            | 2011-12          | Est              | 14e              | Sud-Est          | 4e               | 20               | 46               | 30,3%            | - | Flip Saunders Randy Wittman            | [ 51 ]      |
| 2012-13            | 2012-13          | Est              | 12e              | Sud-Est          | 3e               | 29               | 53               | 35,4%            | - | Randy Wittman                          | [ 52 ]      |
| 2013-14            | 2013-14          | Est              | 5e               | Sud-Est          | 2e               | 44               | 38               | 53,7%            | Victoire au premier tour (Chicago, 4-1) Défaite en demi-finale de conférence (Indiana, 2-4)                                                                                                 | Randy Wittman                          | [ 53 ]      |
| 2014-15            | 2014-15          | Est              | 5e               | Sud-Est          | 2e               | 46               | 36               | 56,1%            | Victoire au premier tour (Toronto, 4-0) Défaite en demi-finale de conférence (Atlanta, 2-4)                                                                                                 | Randy Wittman                          | [ 54 ]      |
| 2015-16            | 2015-16          | Est              | 10e              | Sud-Est          | 4e               | 41               | 41               | 50,0%            | - | Randy Wittman                          | [ 55 ]      |
| 2016-17            | 2016-17          | Est              | 4e               | Sud-Est          | 1er              | 49               | 33               | 59,8%            | Victoire au premier tour (Atlanta, 4-2) Défaite en demi-finale de conférence (Boston, 3-4)                                                                                                  | Scott Brooks                           | [ 56 ]      |
| 2017-18            | 2017-18          | Est              | 8e               | Sud-Est          | 2e               | 43               | 39               | 52,4%            | Défaite au premier tour (Toronto, 2-4) | Scott Brooks                           | [ 57 ]      |
| 2018-19            | 2018-19          | Est              | 11e              | Sud-Est          | 4e               | 32               | 50               | 39,0%            | - | Scott Brooks                           | [ 58 ]      |
| 2019-20            | 2019-20          | Est              | 9e               | Sud-Est          | 3e               | 25               | 47               | 34,7%            | - | Scott Brooks                           | [ 59 ]      |
| 2020-21            | 2020-21          | Est              | 8e               | Sud-Est          | 3e               | 34               | 38               | 47,2%            | Défaite au premier tour (Philadelphie, 1-4) | Scott Brooks                           | [ 60 ]      |
| 2021-22            | 2021-22          | Est              | 12e              | Sud-Est          | 4e               | 35               | 47               | 42,7%            | - | Wes Unseld Jr.                         | [ 61 ]      |
| 2022-23            | 2022-23          | Est              | 12e              | Sud-Est          | 3e               | 35               | 47               | 42,7%            | - | Wes Unseld Jr.                         | [ 62 ]      |
| 2023-24            | 2023-24          | Est              | 14e              | Sud-Est          | 5e               | 15               | 67               | 18,3%            | - | Wes Unseld Jr. Brian Keefe             | [ 63 ]      |
| 2024-25            | 2024-25          | Est              | 15e              | Sud-Est          | 5e               | 18               | 64               | 22,0%            | - | Brian Keefe                            | [ 64 ]      |
| Saison régulière   | Saison régulière | Saison régulière | Saison régulière | Saison régulière | Saison régulière | 2 290            | 2 879            | 44,3%            | |                                        |             |
| Playoffs           | Playoffs         | Playoffs         | Playoffs         | Playoffs         | Playoffs         | 99               | 138              | 41,8%            | 1 titre NBA | 1 titre NBA                            | 1 titre NBA |